# Pax engediensis
Pax engediensis är en spindelart som beskrevs av Levy 1990. Pax engediensis ingår i släktet Pax och familjen Zodariidae.
Artens utbredningsområde är Israel. Inga underarter finns listade i Catalogue of Life.